# Zvjezdane staze: Starfleet Academy
Star Trek: Starfleet Academy nadolazeća je američka televizijska serija autorice Gaia Violo za streaming servis Paramount+. To bi trebala biti 12. serija Zvjezdanih staza i dio proširenog svemira Zvjezdanih staza izvršnog producenta Alexa Kurtzmana. Radnja je smještena u 32. stoljeće, a prati prvu novu klasu kadeta Zvjezdane flote u više od jednog stoljeća kako odrastaju i obučavaju se za časnike.
Očekuje se da će serija biti objavljena na streaming servisu Paramount+ 2025. ili 2026. godine a sastojati će se od 10 epizoda. Druga sezona je također u razvoju.

## Radnja
Serija je smještena u 32. stoljeće, vremensko razdoblje u dalekoj budućnosti franšize Zvjezdanih staza u kojem se Zvjezdana flota i Ujedinjena Federacija Planeta oporavljaju od kataklizmičkog događaja, kao što je prikazano u seriji Zvjezdane staze: Discovery. Akademija Zvjezdane Flote prati prvu novu klasu kadeta Zvjezdane flote u više od jednog stoljeća dok odrastaju i obučavaju se za časnike.

## Glumačka postava

### Glavna
- Holly Hunter kao kapetan i kancelar Akademije Zvjezdane Flote
- Kerrice Brooks kao kadet Akademije Zvjezdane Flote
- Bella Shepard kao kadet Akademije Zvjezdane Flote
- George Hawkins kao kadet Akademije Zvjezdane Flote
- Karim Diané kao kadet Akademije Zvjezdane Flote
- Zoë Steiner kao kadet Akademije Zvjezdane Flote
- Tig Notaro kao Jett Reno: Inženjer na USS Discoveryju
- Robert Picardo kao Doktor: Hitni medicinski hologram na USS Voyageru
- Sandro Rosta kao kadet Akademije Zvjezdane Flote

### Sporedni
- Paul Giamatti kao netko s mračnom prošlošću koji je povezan s jednim od kadeta
- Gina Yashere kao instruktor Akademije Zvjezdane Flote
- Tatiana Maslany

### Gosti
- Mary Wiseman kao Sylvia Tilly: Instruktor na Akademiji Zvjezdane Flote koja je služila na USS Discoveryju
- Oded Fehr kao Charles Vance: Admiral i vrhovni zapovjednik Zvjezdane flote
- Becky Lynch kao član posade mosta Zvjezdane flote

## Vanjske poveznice
- Star Trek: Starfleet Academy u internetskoj bazi filmova IMDb-a